# 可能涼介
可能 涼介（かのう りょうすけ、1969年4月10日 - ）は、日本の文芸評論家・劇作家・批評家・精神保健福祉士である。

## 人物
兵庫県生まれ。灘中学校・高等学校を経て、早稲田大学第一文学部演劇専修卒業。
劇作家としての作品に『反論の熱帯雨林』、『不可触高原』（第一部「地平線の音階」、第二部「水平線の標的」、第三部「黒い虹／白い紙」）などがあり、また、上演不可能な戯曲「頭脳演劇」を書き続けている。自身では、作品の源流に埴谷雄高の『死霊』があるとしている。

### 経歴
1995年（平成7年）、阪神・淡路大震災をめぐるエッセイ「被災地やぶれかぶれ」を『テアトロ』（1995年4月号）に寄稿して文壇にデビューした。活字化された作品の中で最も古いものは1986年（昭和61年）の「異音集」である。
また、1990年代半ばには、批評家として雑誌『SPA!』誌等で書評を書き始め、2007年度には『週刊読書人』紙上で文芸時評を連載。更に翌2008年度には『文學界』誌において新人小説の月評を担当した。これら十数年の成果をまとめ、2009年『圧縮批評宣言』を出版。帯には島田雅彦が「可能は脳死状態にある文芸批評の蘇生を図り、近代文学の延命に貢献している」との一文を寄せている。巻末に収められた座談会では椹木野衣「大竹伸朗論」に言及、これに対する椹木の応答が「美術と時評　第1回大竹伸朗の現在はどこにあるのか」である
1999年（平成11年）、結城座が「アンチェイン・マイ・ハート」（『不可触高原』の第一部と第三部に基づく）を上演。宮台真司が「幼少期以来の「右翼マインド」を刺激された」と評する。
作家としての処女小説は、『はじまりのことば』で、同書は「2001年度・第13回読書感想画中央コンクール指定図書」に選出されている。また、『演劇誌キマイラ』（1998年）、『重力01』（2002年）、web誌『キャロル（仮）』（2004-07年）の編集委員を務めた。
2014年（平成26年）10月1日から5日にかけて、江戸糸あやつり人形座（結城座出身の結城一糸らが結成）が「人間人形世代」（活字版は「紳士淑女名鑑」。『圧縮文学集成』所収）を上演した。

### 私生活
2011年（平成23年）11月、作家・山田詠美と結婚した。また、2012年（平成24年）3月には精神保健福祉士の資格を取得した。これに伴って精神医療をテーマとした書籍の書評も手がけている。2019年（令和元年）10月には公認心理師の資格も取得した。

## 著書
- 『反論の熱帯雨林　可能涼介戯曲集 1』（テアトロ）1996年

「反論の熱帯雨林」、「架空のオペラ」、「季節の地獄」、「異音集」の4作を収める。解説は川村毅、帯文は西堂行人の手になる。
- 『はじまりのことば』（理論社）2001年

　帯文は室井佑月と枡野浩一。
- 『圧縮批評宣言』（論創社）2009年

　1995年から2009年にかけて発表した文芸時評などを集めた単行本。他に「頭脳演劇」についての文章があり、音楽評論・映画評論も収められている。巻末には島田雅彦との対談、絓秀実らとの座談会が付されている。
- 『圧縮文学集成』（論創社）2010年

　帯文：柄谷行人（可能性の文学がここにある。）、康芳夫。
第一部　小説「エピファニー」（『はじまりのことば』の続編を含む）、第二部　戯曲／詩篇（戯曲：『不可触高原』ほか、詩篇：「異音集」）、第三部　エッセイ。
なお、『反論の熱帯雨林　可能涼介戯曲集 1』が入手困難となったため、第二部に「反論の熱帯雨林」、「架空のオペラ」、「季節の地獄」が収録されている。

## 書評
（精神・心理分野の本に限ったもの）
- 「心の病の諸相を『貫く棒の如きもの』」（「週刊読書人」2005年11月11日号）

　岡田尊司『誇大自己症候群』（ちくま新書）書評☆
- 「八十歳、海へ」（「週刊読書人」2012年9月7日号）

　木村敏『臨床哲学講義』（創元社）書評
- 「だらだらと傷つく時代に」（「週刊読書人」2012年11月30日号）

　野間俊一『解離する生命』（みすず書房）書評
- 「今こそ振り返るべき『歴史』」（「週刊読書人」2013年10月18日号）

　中村治『洛北岩倉と精神医療』（世界思想社）書評
- 「精神医療のダブルシンク」（「週刊読書人」2014年5月23日号）

　立岩真也『造反有理』（青土社）・最相葉月『セラピスト』（新潮社）書評
- 「海とプロット」（「週刊読書人」2015年1月9日号）

　木村敏『あいだと生命』（創元社）書評
- 「精神科医の生態を読む」（「週刊読書人」2015年5月8日号）

　深尾憲二朗・村井俊哉・野間俊一編『精神医学のおくゆき』（創元社）書評
- 「抑圧されたものの回帰」（「週刊読書人」2015年9月11日号）

　宮内悠介『エクソダス症候群』（東京創元社）書評
- 「「諦念」が「明察」を生み出す」（「週刊読書人」2016年3月18日号）

　春日武彦『鬱屈精神科医、占いにすがる』（太田出版）書評
- 「その時と場所に応じた理論と実践」（「週刊読書人」2016年7月1日号）

　ジャン・ウリ『精神医学と制度精神療法』（春秋社）書評
- 「定型発達に先行するもの」（「週刊読書人」2017年10月20日号）

　相川翼『自閉症の哲学』（花伝社）書評
- 「世に棲む思想家たち」（「週刊読書人」2018年3月23日号）

　山竹伸二『こころの病に挑んだ知の巨人』（ちくま新書）書評
- 「症例を読む醍醐味」（「週刊読書人」2018年11月2日号）

　松本卓也『症例でわかる精神病理学』（誠信書房）書評
- 「悲しみを解剖する試み」（「週刊読書人」2019年1月25日号）

　ルイス・ウォルパート（白上純一訳）『ヒトはなぜうつ病になるのか』（ミネルヴァ書房）書評
- 「宙吊りの未来図―ディストピアとして描き出す―」（「週刊読書人」2020年1月17日号）

　岡田尊司『ネオサピエンス　回避型人類の登場』（文藝春秋）書評
- 「何度でも考え直す　他の史家が目を背けるダークサイドに果敢に踏み込む」（「週刊読書人」2021年1月1日号）

　小俣和一郎『精神医学の近現代史　歴史の潮流を読み解く』（誠信書房）書評
- 「心理職はいかに鍛えられたか　現場で働く者たちの声を集める」（「週刊読書人」2022年7月22日号）

　井上博文・吉山宜秀・藤本健太朗『心理職大全　公認心理師・臨床心理士の資格取得から就職まで』（東京図書）書評
- 「「化ける」ための試行錯誤　ある特殊な精神療法について」（「週刊読書人」2022年11月18日号）

　ピエール・ドゥリオン（池田真典・永野仁美・野崎夏生・三脇康生訳）『人間の精神医学のための闘い　発達障害の専門家は語る』（晃洋書房）書評
- 「自己愛から考える精神・心理」（「週刊読書人」2023年5月19日号）

　手塚千恵子『社会のストレスとこころ』（木立の文庫）書評
- 「開かれた隠れ家　自助グループがオープンダイアローグを実践する」（「週刊読書人」2025年3月14日号）

　橫道誠『もしもこの世に対話がなかったら。　オープンダイアローグ的対話実践を求めて』（KADOKAWA）書評

## 共著
- 『ユリイカ臨時増刊　北野武そして／あるいはビートたけし』（青土社）1998

　「ビートたけし全著作解題」「ビートたけし参考文献」を寄稿☆。
- 『文藝別冊　90年代J文学マップ』（河出書房新社）1998

馳星周、京極夏彦らの項を担当※。
- 『別冊宝島　音楽誌が書かないJポップ批評1』（宝島社）1998

　「矢沢永吉について」を寄稿☆。
- 『文藝別冊　J文学をより楽しむためのブックチャートBEST200』（河出書房新社）1999

向井豊昭『BARABARA』、蓮實重彦『オペラ・オペラシオネル』などの書評を担当※。
- 『文藝別冊　ニーチェ』（河出書房新社）2000

　「私がニーチェだった頃」を寄稿※。
- 『重力01』（青山出版社）2002

　発刊討議「「重力」は何をしようとしているのか？（前）」に参加。
- 『文藝別冊　中上健次』（河出書房新社）2002

　「礼儀正しい宇宙人」を寄稿☆。
- 『文藝別冊　小林秀雄』（河出書房新社）2003

　「二回生きること　『小林秀雄をこえて』をこえて」を寄稿※。
なお、『小林秀雄をこえて』は柄谷行人と中上健次の対談集である。
- 『村上春樹『1Q84』をどう読むか』（河出書房新社）2009

　「陰謀文学者としての村上春樹」を寄稿☆。本書は中国語及び韓国語に翻訳された。
- 『文藝別冊　寺山修司の時代』（河出書房新社）2009

　「テラヤマから遠く離れて」を寄稿☆。
- 『文藝別冊　つかこうへい』（河出書房新社）2011

　「最も愛する者だけが」を寄稿。
※印が付いているものは後に『圧縮批評宣言』に収録された。
☆印が付いているものは後に『圧縮文学集成』に収録された。

## インタビュー
- 春風ひとみ「タカラヅカの底力」（『文藝別冊　タカラヅカ』1998年）
- 高見広春「殺す理由、殺さない理由」（『ユリイカ1999年12月号』）
- 古井由吉「雑誌、同人誌の構想と現実」（市川真人との共同インタビュー、『重力01』2002年）
- 山田詠美「言葉が世界を変える」（『週刊読書人　2010年11月19日号』）